# دشتوک (نیک‌شهر)
دشتوک (نیک‌شهر)، روستایی از توابع بخش لاشار شهرستان نیک‌شهر در استان سیستان و بلوچستان ایران است.

## جمعیت
این روستا در دهستان چانف قرار دارد و براساس سرشماری مرکز آمار ایران در سال ۱۳۸۵، جمعیت آن ۱۲۲ نفر (۳۰خانوار) بوده‌است.